# Vojtěch Cepl
Vojtěch Cepl (16. února 1938 Praha – 21. listopadu 2009 Praha) byl český právník a vysokoškolský pedagog. Mezi roky 1993 a 2003 byl soudcem Ústavního soudu České republiky. Byl jedním z autorů současné Ústavy České republiky.

## Studia a životní dráha
Právnickou fakultu Univerzity Karlovy absolvoval v roce 1961, doktorát práv získal v roce 1966. Před rokem 1989 působil na Právnické fakultě Univerzity Karlovy. V letech 1990–1993 přednášel na britských, kanadských a amerických právnických fakultách. Do roku 1993 byl členem ODA. Dne 15. července 1993 byl jmenován soudcem Ústavního soudu České republiky. Po skončení funkčního období opět přednášel na Právnické fakultě Univerzity Karlovy. V roce 2008 se stal Právníkem roku v oboru občanská a lidská práva včetně práva ústavního.
Zemřel v Praze 21. listopadu 2009 na leukemii. Veřejnosti byl znám také z jím moderovaného pořadu o společnosti a právním prostředí Člověk a demokracie vysílaném na Českém rozhlasu 6.

## Citát
| „                    | Nemá býti vláda jedněch lidí nad druhými, ale vláda řádu, který si svobodně zvolí. Non sub hominem, set sub legem. – Nechceme žíti pod vládou jiných lidí, ale pod vládou práva a řádu. | “ |
| — Vojtěch Cepl, 2008 | |   |

## Rodina
S manželkou Zuzanou, dcerou známého umělce Jiřího Trnky, měl syny Vojtěcha a Matěje. JUDr. Vojtěch Cepl ml. je také soudce, známý například z tzv. kauzy „Justiční mafie“.